# 음력 6월 22일
음력 6월 22일은 음력 6월의 22번째 날이다.

## 사건
- 1988년 - MBC 뉴스데스크 생방송 중 뉴스 스튜디오에서 도청장치 방송사고 발생.

## 탄생
- 1957년 - 대한민국의 정치인 김조원.
- 1960년 - 대한민국의 배우 윤철형.

## 같이 보기
- 음력 360일: 1월 2월 3월 4월 5월 6월 7월 8월 9월 10월 11월 12월
- 전날:6월 21일 다음날:6월 23일 - 전달:5월 22일 다음달:7월 22일
- 양력:6월 22일
- 음력, 윤달